# Xenochlorodes xina
Xenochlorodes xina là một loài bướm đêm trong họ Geometridae.